# Всеволод Майерхолд
Всѐволод Емѝлевич Майерхо̀лд (на руски: Все́волод Эми́льевич Мейерхо́льд) е руски театрален режисьор.
Роден е на 9 февруари (28 януари стар стил) 1874 година в Пенза в лутеранско волжконемско семейство на собственик на винарна. През 1895 година отива да учи право в Московския университет, но през 1898 година завършва Театрално-музикалното училище при Владимир Немирович-Данченко. Играе в новосъздадения Художествено-общодостъпен театър до 1902 година, след което работи като режисьор в различни театри, развивайки собствен авангарден стил. През 1920 година създава собствен театър в Москва, налагайки се през следващите години като един от водещите руски театрални режисьори. След 1934 година изпада в немилост пред режима и през 1938 година театърът му е закрит. Самият той е арестуван през 1939 година и е осъден на смърт за „контрареволюционна дейност“.
Всеволод Майерхолд е разстрелян на 2 февруари 1940 година в Москва.

## Приноси за театралното изкуство
„Биомеханика“ е театрален термин, въведен от Всеволод Майерхолд, за да опише система от упражнения, насочени към развиване на физическата готовност на тялото на актьора за незабавно изпълнение на поставената му актьорска задача.